# قائمة انتقادات كأس العالم 2022
أعرب العديد من وسائل الإعلام عن قلقهم بشأن مدى ملائمة قطر لاستضافة بطولة كأس العالم 2022، فيما يتعلق بتفسيرات حقوق الإنسان، لا سيما ظروف العمال وحقوق المشجعين الذين ينتمون لمجتمع الميم، بسبب عدم شرعية المثلية الجنسية في قطر. في ديسمبر 2020، سمحت قطر بحمل أعلام قوس قزح في مونديال 2022. قال حسن عبد الله الذوادي، الرئيس التنفيذي لاستضافة قطر لكأس العالم 2022، إن قطر ستسمح باستهلاك المشروبات الكحولية خلال الحدث، على الرغم من أن استهلاكها في الأماكن العامة غير مسموح به، لأن النظام القانوني في البلاد قائم على الشريعة الإسلامية.
اختيار قطر كدولة مضيفة كان مثيرا للجدل. اتُهم مسؤولو الاتحاد الدولي لكرة القدم بالفساد والسماح لقطر بشراء حق استضافة كأس العالم، وشككت مجموعات حقوق الإنسان في معاملة عمال البناء، كما تم انتقاد التكاليف الباهظة اللازمة لجعل الخطط حقيقة واقعة. دفعت الظروف المناخية البعض إلى اعتبار استضافة البطولة في قطر غير مجدية، مع وجود خطط أولية للملاعب المكيفة تفسح المجال لتبديل موعد محتمل من الصيف إلى الشتاء. في مايو 2014، أشار جوزيف بلاتر، الذي كان رئيسًا للفيفا في وقت الاختيار ولكن تم حظره لاحقًا بسبب مدفوعات غير قانونية، إلى أن منح كأس العالم لقطر كان خطأ بسبب الحرارة الشديدة. ومع ذلك، قال بلاتر أثناء مخاطبته مندوبين من الاتحادات الإفريقية والآسيوية، إن مزاعم الفساد وبعض الانتقادات، بما في ذلك تلك التي وجهها الرعاة، مرتبطة إلى حد كبير بالعنصرية والتمييز.

## قطر وكرة القدم
في وقت حصولها على حق استضافة البطولة في عام 2010، كان منتخب قطر يحتل المرتبة 113 في تصنيف فيفا العالمي، ولم يتأهل لكأس العالم من قبل. كانت أبعد نقطة حققها الفريق على الإطلاق في نهائيات كأس آسيا هي بلوغ ربع النهائي عام 2000. وكان أكثر الجوائز المرموقة التي حققها الفريق هو كأس الخليج العربي مرتين. منذ حصولهم على حق استضافة البطولة، فازوا بكأس الخليج العربي للمرة الثالثة في عام 2014 وكأس آسيا 2019. ستكون قطر أصغر دولة تستضيف كأس العالم، واعتبارًا من عام 2010، كان عدد سكانها أقل من مليون شخص. دفعت هذه الحقائق البعض إلى التشكيك في قوة ثقافة كرة القدم في قطر وما إذا كان ذلك يجعلها مضيفة غير مناسبة لكأس العالم.
كما اشتهر الاتحاد القطري لكرة القدم بتجنيس لاعبين من دول أجنبية لفريقه، منهم: سباستيان سوريا، لويز مارتن جونيور وإيمرسون شيخ. حاول الاتحاد القطري لكرة القدم في السابق تقديم حوافز للاعبين غير المختارين من دول أخرى لتغيير ولائهم لقطر. وكان من بين هؤلاء الثلاثي البرازيلي أيلتون غونسالفيس دا سيلفا وليوناردو دي ديوس سانتوس ولياندرو لمساعدة منتخب قطر في التأهل لكأس العالم 2006. أوقف الاتحاد الدولي لكرة القدم التحركات ونتيجة لذلك، شدد شروط الأهلية للمنتخبات الوطنية.

## حقوق الإنسان

### سوء معاملة العمال
جذبت قضية حقوق العمال المهاجرين الانتباه أيضًا، مع تحقيق أجرته صحيفة الغارديان عام 2013 زعم فيه أن العديد من العمال حُرموا من الطعام والماء، وسُلب منهم أوراق هويتهم، وأنهم لم يتلقوا رواتبهم في الوقت المحدد أو على الإطلاق، جعل بعضهم في الواقع عبيدا. قدرت صحيفة الغارديان أنه بحلول الوقت الذي ستقام فيه المنافسة، دون إصلاحات لنظام الكفالة، يمكن أن يموت ما يصل إلى 4000 عامل من أصل 2 مليون عامل مهاجر، بسبب تراخي السلامة وأسباب أخرى. استندت هذه الادعاءات إلى حقيقة أن 522 عاملاً نيباليًا وأكثر من 700 عامل هندي لقوا حتفهم منذ عام 2010، عندما فازت قطر باستضافة كأس العالم، حيث يموت حوالي 250 عاملاً هنديًا كل عام. نظرًا لوجود نصف مليون عامل هندي في قطر، قالت الحكومة الهندية إن هذا عدد طبيعي جدًا للوفيات. في عام 2015، تم اعتقال طاقم مكون من أربعة صحفيين من بي بي سي واحتجزوا لمدة يومين بعد محاولتهم الإبلاغ عن حالة العمال في البلاد. وكان الصحفيون قد وجهوا دعوة لزيارة الدولة كضيوف على حكومة قطر.
ذكرت صحيفة وول ستريت جورنال في يونيو 2015 ادعاء اتحاد النقابات الدولي أن أكثر من 1200 عامل لقوا حتفهم أثناء العمل في مشاريع البنية التحتية والعقارات المتعلقة بكأس العالم، وادعاء حكومة قطر المضاد بأنه لم يحدث ذلك. ذكرت هيئة الإذاعة البريطانية (بي بي سي) لاحقًا أن هذا الرقم الذي غالبًا ما يُستشهد به وهو 1200 عامل لقوا حتفهم في قطر بين عامي 2011 و2013 ليس صحيحًا، وأن الرقم 1200 يمثل بدلاً من ذلك الوفيات من جميع الهنود والنيباليين العاملين في قطر، وليس فقط من هؤلاء العمال الذين شاركوا في التحضير لكأس العالم، وليس فقط عمال البناء. يتجنب معظم المواطنين القطريين القيام بالأعمال اليدوية أو الوظائف التي تتطلب مهارات متدنية. بالإضافة إلى ذلك، يتم منحهم الأفضلية في مكان العمل. طلب مايكل فان براغ، رئيس الاتحاد الملكي الهولندي لكرة القدم، من مجلس الفيفا الضغط على قطر بشأن هذه الادعاءات لضمان ظروف أفضل للعمال، وذكر أيضا أن تصويتا جديدا على إسناد «مونديال قطر» لقطر يجب أن يتم إذا ثبتت مزاعم الفساد.
في مارس 2016، اتهمت منظمة العفو الدولية قطر باستخدام العبودية، وإجبار الموظفين على العيش في ظروف سيئة، وحجب أجورهم وجوازات سفرهم. كما اتهمت الفيفا بالفشل في وقف بناء الملاعب بدعوى انتهاكات حقوق الإنسان. أخبر عمال مهاجرون منظمة العفو الدولية عن الإساءات اللفظية والتهديدات التي تلقوها بعد شكواهم من عدم تلقيهم رواتبهم لمدة تصل إلى عدة أشهر. حتى أن العمال النيباليين مُنعوا من الإذن بزيارة أسرهم بعد زلزال نيبال عام 2015. في أكتوبر 2017، قال اتحاد النقابات الدولي إن قطر وقعت اتفاقية لتحسين وضع أكثر من مليوني عامل مهاجر في البلاد. وبحسب المنظمة، نصت الاتفاقية على إجراء إصلاحات جوهرية في نظام العمل، بما في ذلك إنهاء نظام الكفالة. كما ذكر اتحاد النقابات الدولي أن الاتفاقية ستؤثر بشكل إيجابي على الوضع العام للعمال، وخاصة أولئك الذين يعملون في مشاريع البنية التحتية لكأس العالم 2022. لن يحتاج العمال بعد الآن إلى إذن صاحب العمل لمغادرة البلاد أو تغيير وظائفهم.
في فبراير 2019، تساءلت منظمة العفو الدولية عما إذا كانت قطر ستكمل الإصلاحات العمالية الموصى بها قبل بدء كأس العالم، وهو شعور أيده الفيفا. وجدت منظمة العفو الدولية أن الانتهاكات لا تزال تحدث على الرغم من اتخاذ الدولة بعض الخطوات لتحسين حقوق العمال. في مايو 2019، اكتشف تحقيق أجرته صحيفة ديلي ميرور البريطانية أن بعض العمال البالغ عددهم 28 ألف عامل في الملاعب يتقاضون 750 ريال قطري شهريًا، أي ما يعادل 190 جنيه إسترليني شهريًا أو 99 بنسًا للساعة لمدة 48 ساعة في الأسبوع. رفضت شركة هندريكس جرازودن مورد عشب ملاعب لكأس العالم 2006 وبطولة أمم أوروبا في عامي 2008 و2016، تزويد قطر بالعشب في كأس العالم. وفقًا للمتحدث باسم الشركة جيرديان فلويت، كان أحد أسباب هذا القرار هو الاتهامات بارتكاب انتهاكات لحقوق الإنسان.
في أبريل 2020، قدمت حكومة قطر 824 مليون دولار أمريكي لدفع أجور العمال المهاجرين أثناء فترة الحجر الصحي، أو الخاضعين للعلاج خلال جائحة فيروس كورونا. في أغسطس 2020، أعلنت الحكومة القطرية عن حد أدنى شهري للأجور لجميع العمال يبلغ 1000 ريال قطري (275 دولار أمريكي)، بزيادة عن الحد الأدنى المؤقت السابق للأجور البالغ 750 ريالًا في الشهر. دخلت القوانين الجديدة حيز التنفيذ في مارس 2021. وقالت منظمة العمل الدولية: «قطر هي أول دولة في المنطقة تقدم حداً أدنى غير تمييزي للأجور، وهو جزء من سلسلة من الإصلاحات التاريخية لقوانين العمل في البلاد». بينما قالت جماعة حقوق المهاجرين إن الحد الأدنى الجديد للأجور منخفض للغاية لتلبية احتياجات العمال المهاجرين مع ارتفاع تكلفة المعيشة في قطر. بالإضافة إلى ذلك، يلتزم أصحاب العمل بدفع 300 ريال للطعام و 500 ريال للسكن، إذا لم يزودوا الموظفين بها بشكل مباشر. تمت إزالة شهادة عدم الممانعة بحيث يمكن للموظفين تغيير وظائفهم دون موافقة صاحب العمل الحالي. كما تم تشكيل لجنة الحد الأدنى للأجور للتحقق من التنفيذ. أدت هذه الإصلاحات إلى إزالة نظام الكفالة وتم إدخال نظام التعاقد. في مارس 2021، استخدم تقرير استقصائي نشرته صحيفة الغارديان بيانات من السفارات ومكاتب التوظيف الأجنبية الوطنية لتقدير عدد وفيات العمال المهاجرين منذ منح قطر حق استضافة كأس العالم بين عام 2010 وأواخر 2020، وفاة أكثر من 6500 عامل مهاجر في قطر من الهند، بنغلاديش، باكستان، نيبال وسريلانكا.

### المثلية الجنسية
جذب الوضع القانوني لحقوق المثليين في قطر الانتباه في وسائل الإعلام؛ المثلية الجنسية غير قانونية في قطر، ويواجه المخالفون الغرامات والسجن لمدة تصل إلى سبع سنوات. ذكرت صحيفة غاي تايمز أنه لا توجد حالات معروفة تم فيها تطبيق عقوبة الإعدام على المثلية الجنسية في قطر. قال رئيس الاتحاد الدولي لكرة القدم آنذاك جوزيف بلاتر في البداية: «أود أن أقول إنهم يجب أن يمتنعوا عن أي أنشطة تخص المثلية الجنسية»، وأضاف لاحقًا: «نحن لا نريد أي تمييز، ما نريد فعله هو فتح هذه اللعبة للجميع، وفتحها لجميع الثقافات، وهذا ما سنفعله في عام 2022». بعد شائعات ومزاعم بأن قطر ستقدم فحوصات طبية لكشف وحظر المثليين جنسياً من دخول البلاد، قال الناشط المثلي بيتر تاتشل «لا خيار أمام الفيفا الآن سوى إلغاء كأس العالم في قطر». ومع ذلك، لا يوجد اختبار فحص من هذا القبيل. وكشف فيما بعد أن هذا الاقتراح جاء من الكويت وليس من قطر.
في 8 ديسمبر 2020، أعلنت قطر أنها ستلتزم بقواعد الفيفا في تعزيز التسامح وسيسمح بأعلام قوس قزح في الملاعب في مونديال 2022. ووفقًا لما قاله الرئيس التنفيذي لكأس العالم 2022 ناصر الخاطر: «عندما يتعلق الأمر بأعلام قوس قزح في الملاعب، فإن الفيفا لديها إرشاداتها الخاصة، ولديها قواعدها وأنظمتها، ومهما كانت، فسوف نحترمها».

## المناخ
بسبب المناخ السائد في قطر، تم الإعراب عن مخاوف بشأن إقامة كأس العالم في إطارها الزمني التقليدي في يونيو ويوليو. في أكتوبر 2013، تم تكليف فريق عمل للنظر في تواريخ بديلة وتقديم تقرير بعد كأس العالم 2014 في البرازيل. في 24 فبراير 2015، اقترح فريق عمل الاتحاد الدولي لكرة القدم أن تُلعب البطولة من أواخر نوفمبر إلى أواخر ديسمبر 2022، لتجنب حرارة الصيف بين مايو وسبتمبر وأيضًا تجنب التضارب مع الألعاب الأولمبية الشتوية 2022 والألعاب البارالمبية الشتوية 2022 المقامتان في بكين، الصين.
إن فكرة تنظيم البطولة في نوفمبر مثيرة للجدل لأنها ستتداخل مع جداول المواسم العادية لبعض البطولات المحلية في جميع أنحاء العالم. لاحظ المعلقون أن الاشتباك مع موسم عيد الميلاد من المحتمل أن يتسبب في اضطراب، في حين أن هناك مخاوف بشأن مدى قصر البطولة. قال عضو مجلس الفيفا ثيو زوانزيغر، إن منح كأس العالم 2022 لدولة صحراوية خطأ صارخ. قال فرانك لوي، رئيس اتحاد أستراليا لكرة القدم، إنه إذا تم نقل كأس العالم 2022 إلى نوفمبر سيحصل خلل في جدول الدوري الأسترالي، فسوف نطلب تعويضات من الفيفا. صرح ريتشارد سكودامور، الرئيس التنفيذي للدوري الإنجليزي الممتاز، بأنهم سينظرون في اتخاذ إجراء قانوني ضد الاتحاد الدولي لكرة القدم لأن هذه الخطوة ستتعارض مع برنامج مباريات عيد الميلاد ورأس السنة الشهيرة في الدوري الإنجليزي الممتاز. في 19 مارس 2015، أكدت مصادر الفيفا أن المباراة النهائية ستقام في 18 ديسمبر 2022.

## قضايا الفساد

### شراء الأصوات
واجهت قطر ضغوطا متزايدة بشأن استضافتها لكأس العالم فيما يتعلق بدور مسؤول كرة القدم السابق محمد بن همام في تأمين الاستضافة. زعم موظف سابق في فريق ملف تنظيم قطر أن عدد من المسؤولين الأفارقة حصلوا على 1.5 مليون دولار أمريكي من قطر، ومع ذلك تراجع عن ادعاءاته، لكنه قال لاحقًا إن مسؤولي الترشيح القطريين أجبروه على القيام بذلك. في مارس 2014، تم اكتشاف أن جاك وارنر، رئيس الكونكاكاف السابق وعائلته حصلوا على ما يقرب من مليوني دولار من شركة مرتبطة بحملة قطر الناجحة. يحقق مكتب التحقيقات الفيدرالي مع جاك وارنر وصلاته المزعومة بالترشيح القطري.
خمسة من رعاة الاتحاد الدولي لكرة القدم الستة الأساسيين، سوني، أديداس، فيزا، هيونداي وكوكا كولا، طالبوا الفيفا بالتحقيق في الادعاءات. نشرت صحيفة الصنداي تايمز مزاعم رشوة تستند إلى تسرب ملايين الوثائق السرية. أعلن جيم بويس نائب رئيس الفيفا، أنه سيؤيد إعادة التصويت للعثور على مضيف جديد إذا ثبتت مزاعم الفساد. أكمل الفيفا تحقيقًا مطولًا في هذه المزاعم، وبرأ تقرير قطر من ارتكاب أي مخالفات. وعلى الرغم من المزاعم، يصر القطريون على أن مزاعم الفساد مدفوعة بالحسد وانعدام الثقة بينما قال جوزيف بلاتر إن العنصرية في وسائل الإعلام البريطانية تغذيها.
في قضية فساد الفيفا 2015، قام مسؤولون سويسريون، يعملون بموجب معلومات من وزارة العدل الأمريكية، باعتقال العديد من كبار مسؤولي الاتحاد الدولي لكرة القدم في زيورخ، سويسرا. كما صادروا السجلات المادية والإلكترونية من المقر الرئيسي للفيفا. استمرت الاعتقالات في الولايات المتحدة، حيث تم اعتقال العديد من مسؤولي الفيفا ومداهمة مباني الفيفا. تمت الاعتقالات بناء على معلومات حول فضيحة فساد ورشوة بقيمة 150 مليون دولار أمريكي على الأقل. في 7 يونيو 2015، ادعى فيدرا الماجد المسؤول الإعلامي السابق لفريق ملف ترشيح قطر، أن المزاعم ستؤدي إلى عدم استضافة قطر لكأس العالم. في مقابلة نُشرت في نفس اليوم، صرح دومينيكو سكالا، رئيس لجنة التدقيق والامتثال في الفيفا، أنه «إذا كان هناك دليل على أن الجوائز الممنوحة لقطر وروسيا جاءت فقط بسبب شراء الأصوات، فيمكن إلغاء الجوائز».

## الجوانب السياسية

### الأزمة الدبلوماسية
في 5 يونيو 2017، قامت كل من المملكة العربية السعودية، مصر، البحرين، الإمارات العربية المتحدة واليمن وموريتانيا وجزر المالديف بقطع العلاقات الدبلوماسية مع قطر، متهمة إياها بزعزعة استقرار المنطقة ودعم الجماعات الإرهابية. طلبت المملكة العربية السعودية، اليمن، موريتانيا، الإمارات العربية المتحدة، البحرين ومصر، في رسالة، من الفيفا استبدال قطر كمضيف لكأس العالم، واصفةً البلاد بأنها قاعدة إرهابية. في أكتوبر 2017، كتب الفريق ضاحي خلفان تميم، نائب رئيس القيادة العامة لشرطة دبي، عن الأزمة على موقع تويتر باللغة العربية. قائلا «إذا تم سحب تنظيم المونديال من قطر تنتهي أزمة قطر، لأن الأزمة خلقت للخروج منها».
ووفقًا لتقارير إعلامية، يبدو أن الرسالة توحي بأن الحصار على قطر لم يتم تفعيله إلا بسبب استضافة قطر لأكبر حدث كرة قدم في العالم. وردًا على التغطية الإعلامية لتغريدة له، غرد ضاحي خلفان «قلت إن قطر تتظاهر بأزمة وتدعي أنها محاصرة حتى تتمكن من التخلص من أعباء بناء مرافق رياضية باهظة الثمن لكأس العالم». قال وزير الدولة الإماراتي للشؤون الخارجية أنور قرقاش، إن ضاحي خلفان أسيء فهمه في التغطية الإعلامية. وردا على ذلك، أوضح قرقاش أن استضافة قطر لكأس العالم 2022 «يجب أن تتضمن نبذ السياسات الداعمة للتطرف والإرهاب».

### مشاركة روسيا
في 9 ديسمبر 2019، سلطت الوكالة العالمية لمكافحة المنشطات حظراً على روسيا لمدة أربع سنوات من جميع الأحداث الرياضية الكبرى، بعد أن تبين أن الوكالة الروسية لمكافحة المنشطات غير ملتزمة بتسليم بيانات معملية تم التلاعب بها إلى المحققين. كان لا يزال يُسمح لمنتخب روسيا بلعب في التصفيات، حيث ينطبق الحظر فقط على النهائيات. لا يُسمح لمنتخب روسيا أن يستخدم العلم والنشيد الوطني بموجب قرار الوكالة العالمية لمكافحة المنشطات. تم استئناف القرار لدى محكمة التحكيم الرياضية، وفي 17 ديسمبر 2020، مُنعت الفرق الروسية من المنافسة في البطولات العالمية التي تراقبها أو تقرها الوكالة الدولية لمكافحة المنشطات حتى 16 ديسمبر 2022، أي اليوم السابق لمباراة تحديد المركز الثالث.
كما أصبحت مشاركة روسيا موضع شك بعد غزوها لأوكرانيا الذي بدأ يوم 24 فبراير 2022، في نفس اليوم أعلنت المنتخبات الثلاثة المشاركة في مسار التصفيات إلى جانب روسيا وهم جمهورية التشيك، بولندا والسويد عدم رغبتهم في لعب أي مباريات على الأراضي الروسية. تم تمديد المقاطعة من قبل بولندا والسويد إلى أي مباريات تأهيلية في 26 فبراير، ومن قبل جمهورية التشيك في يوم واحد بعد ذلك.
في 27 فبراير 2022، أعلن الفيفا عن عدد من العقوبات التي تؤثر على مشاركة روسيا في كرة القدم الدولية. مُنعت روسيا من استضافة المسابقات الدولية، وصدر أمر للمنتخب الوطني بلعب جميع المباريات على أرضه خلف أبواب مغلقة في دول محايدة. لا يجوز لهم التنافس تحت الاسم أو العلم أو النشيد الوطني لروسيا: على غرار مشاركة الرياضيين الروس في أحداث مثل الألعاب الأولمبية الصيفية، سيتنافس الفريق تحت لواء اتحادهم الوطني، الاتحاد الروسي لكرة القدم. لكن في اليوم التالي، قرر الاتحاد الدولي لكرة القدم تعليق مشاركة روسيا في المسابقات الدولية حتى إشعار آخر، بما في ذلك مشاركتها في مونديال 2022.

## المشروبات الكحولية
يمكن تناول المشروبات الكحولية بشكل قانوني في حانات الفنادق والنوادي الليلية من خلال إبراز جواز سفر للإبلاغ وتصريح خاص لحضور النوادي. وقال حسن عبد الله الثويد، الرئيس التنفيذي لاستضافة قطر كأس العالم 2022، عن السؤال عما إذا كان مسموحًا بتناول الكحول في مناطق إضافية وفي المباريات نفسها، أن الدولة الإسلامية ستسمح أيضًا باستهلاك الكحول خلال كأس العالم. سيتم إنشاء عدد قليل من مناطق المعجبين المحددة خلال الحدث، والتي ستوفر المشروبات الكحولية للبيع. كما يتم الآن تطوير بعض الحانات لجميع السياح القادمين لدعم منتخباتهم في كأس العالم.